# Kulykiw
Kulykiw (ukrainisch Куликів; russisch Куликов/Kulikow, polnisch Kulików) ist eine Siedlung städtischen Typs in der Oblast Lwiw im Westen der Ukraine am Flüsschen Dumny gelegen. Die Entfernung zum südlich gelegenen Lemberg beträgt etwa 16 Kilometer.

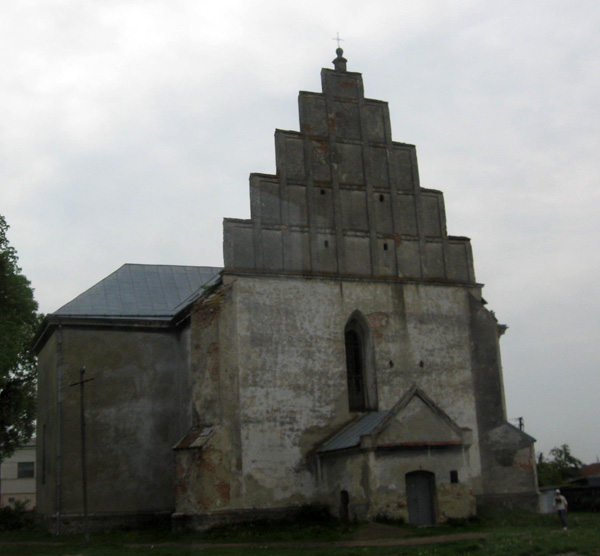
Katholische Kirche im Ort

## Geschichte
Der Ort wurde 1399 zum ersten Mal schriftlich erwähnt und erhielt 1469 das Magdeburger Stadtrecht. Der polnische König Johann III. Sobieski ließ im Ort türkische und tatarische Handwerker und Kaufleute ansiedeln, die dem Ort zu einem Handelszentrum machten, er lag dann in der Woiwodschaft Ruthenien als Teil der Adelsrepublik Polen. Ab 1772 gehörte das damalige Kulików bis 1918 zum österreichischen Galizien und war von 1854 und 1867 war der Ort Sitz einer Bezirkshauptmannschaft, danach bis 1918 der Sitz eines Bezirksgerichts des Bezirks Żółkiew. Nach dem Ende des Ersten Weltkrieges kam der Ort zu Polen, wurde im Zweiten Weltkrieg kurzzeitig von der Sowjetunion und dann bis 1944 von Deutschland besetzt. Bereits 1887 bekam der Ort einen Eisenbahnanschluss durch den Bau eines Bahnhofs an der heutigen Bahnstrecke Lwiw–Hrebenne.
Nach dem Ende des Krieges wurde der Ort der Sowjetunion zugeschlagen, dort kam die Stadt zur Ukrainischen SSR und ist seit 1991 ein Teil der heutigen Ukraine.

## Verwaltungsgliederung
Am 12. Juni 2020 wurde die Siedlung zum Zentrum der neu gegründeten Siedlungsgemeinde Kulykiw (Куликівська селищна громада/Kulykiwska selyschtschna hromada). Zu dieser zählen auch die in der untenstehenden Tabelle aufgelisteten 16 Dörfer im Rajon Lwiw; bis dahin bildet sie zusammen mit den Dörfern Kostejiw und Merwytschi die Siedlungsratsgemeinde Kulykiw (Куликівська селищна рада/Kulykiwska selyschtschna rada) im Rajon Schowkwa, bis zum 30. Juni 2005 zählten auch die Dörfer Malyj Doroschiw und Welkyj Doroschiw zur Siedlungsratsgemeinde.
Folgende Orte sind neben dem Hauptort Kulykiw Teil der Gemeinde:
| Name                     | Name            | Name                               | Name            |
| ukrainisch transkribiert | ukrainisch      | russisch                           | polnisch        |
| ------------------------ | --------------- | ---------------------------------- | --------------- |
| Artassiw                 | Артасів         | Артасов (Artassow)                 | Artasów         |
| Hrebinzi                 | Гребінці        | Гребенцы (Grebenzy)                | Hrebeńce        |
| Koscheliw                | Кошелів         | Кошелев (Koschelew)                | Koszelów        |
| Kostejiw                 | Костеїв         | Костеев (Kostejew)                 | Kościejów       |
| Malyj Doroschiw          | Малий Дорошів   | Малый Дорошев (Maly Doroschew)     | Doroszów Mały   |
| Merwytschi               | Мервичі         | Мервичи (Merwitschi)               | Mierzwica       |
| Mohyljany                | Могиляни        | Могиляны (Mogiljany)               | Mohylany        |
| Nadytschi                | Надичі          | Надычи                             | Nadycze         |
| Nowe Selo                | Нове Село       | Новое Село (Nowoje Selo)           | Nowe Sioło      |
| Peremywky                | Перемивки       | Перемывки                          | Przemiwółki     |
| Smerekiw                 | Смереків        | Смереков (Smerekow)                | Smereków        |
| Stronjatyn               | Стронятин       | Стронятин (Stronjatin)             | Stroniatyn      |
| Sulymiw                  | Сулимів         | Сулимов (Sulimow)                  | Sulimów         |
| Swertiw                  | Звертів         | Звертов (Swertow)                  | Zwertów         |
| Welykyj Doroschiw        | Великий Дорошів | Великий Дорошев (Weliki Doroschew) | Doroszów Wielki |
| Widniw                   | Віднів          | Виднев (Widnew)                    | Udnów           |

## Persönlichkeiten
- Samson Bloch, jüdischer Schriftsteller
- Bohdan Stupka (1941–2012), ukrainischer Schauspieler